# Josephine Reeves
Josephine Reeves (* 25. März 2001 in Lower Hutt) ist eine neuseeländische Leichtathletin, die sich auf den Hochsprung spezialisiert hat.

## Sportliche Laufbahn
Erste internationale Erfahrungen sammelte Josephine Reeves im Jahr 2019, als sie bei den U20-Ozeanienmeisterschaften in Townsville mit übersprungenen 1,82 m die Goldmedaille im Hochsprung gewann. Wenige Tage darauf sprang sie bei den Ozeanienmeisterschaften ebendort 1,86 m und sicherte sich auch damit die Goldmedaille. 
In den Jahren von 2019 bis 2021 wurde Reeves neuseeländische Meisterin im Hochsprung.

## Persönliche Bestleistungen
- Hochsprung: 1,86 m: 7. April 2019 in Sydney
  - Hochsprung (Halle): 1,80 m, 16. Februar 2018 in Pocatello